# Francisco Flores Zapata
Francisco Roberto Flores Zapata (San José, 2 de abril de 1988) es un futbolista costarricense de origen nicaragüense que juega en Diriangén F.C de la Primera División de Nicaragua.

## Selección nacional

### Costa Rica
Debutó el 16 de diciembre de 2015 en un partido amistoso ante Nicaragua el cual ganó la Selección Nacional con marcador de 1-0 en el estadio Edgardo Baltodano Briceño de Liberia. En dicho encuentro ingresó de cambio al minuto 89 por Rodney Wallace.

### Nicaragua
El 14 de octubre de 2018 debutó con la selección de Nicaragua en la Clasificación para la Liga de Naciones Concacaf 2019-20 contra Anguila, Flores disputó los 35 minutos en la contundente victoria 6-0.
El 16 de junio de 2019 disputó la Copa de Oro de la Concacaf 2019 contra la selección de Costa Rica disputando 45 minutos en la derrota 4-0.

#### Participaciones internacionales
| Evento                                  | Sede                                  | Resultado      | Partidos | Goles |
| --------------------------------------- | ------------------------------------- | -------------- | -------- | ----- |
| Liga de Naciones de la Concacaf 2019-20 | Concacaf                              | Fase de grupos | 8        | 0     |
| Copa de Oro de la Concacaf 2019         | Estados Unidos · Costa Rica · Jamaica | Fase de grupos | 2        | 0     |
| Liga de Naciones de la Concacaf 2022-23 | Concacaf                              | Fase de grupos | 6        | 1     |

#### Participaciones en eliminatorias
| Eliminatoria               | Sede  | Resultado | Partidos | Goles |
| -------------------------- | ----- | --------- | -------- | ----- |
| Clasificación Mundial 2022 | Catar | Eliminado | 3        | 0     |

## Clubes
| Club                    | País       | Año       |
| ----------------------- | ---------- | --------- |
| Municipal Liberia       | Costa Rica | 2006-2009 |
| Barrio México           | Costa Rica | 2010-2011 |
| Puntarenas F.C          | Costa Rica | 2011-2012 |
| L.D Alajuelense         | Costa Rica | 2012-2013 |
| Municipal Pérez Zeledón | Costa Rica | 2013-2014 |
| Puntarenas F.C          | Costa Rica | 2014-2015 |
| Municipal Liberia       | Costa Rica | 2015-2016 |
| FC Stumbras             | Lituania   | 2016      |
| Municipal Liberia       | Costa Rica | 2016-2018 |
| Santos de Guápiles      | Costa Rica | 2018-2020 |
| Jiracal Sercoba         | Costa Rica | 2020-2022 |
| Diriangén F.C           | Nicaragua  | 2022-Act  |

## Palmarés
| Título                         | Equipo                | País       | Año  |
| ------------------------------ | --------------------- | ---------- | ---- |
| Primera División de Costa Rica | Municipal Liberia     | Costa Rica | 2009 |
| Primera División de Costa Rica | L.D Alajuelense       | Costa Rica | 2012 |
| Primera División de Nicaragua  | Diriangén Fútbol Club | Nicaragua  | 2023 |
| Copa Primera                   | Diriangén Fútbol Club | Nicaragua  | 2024 |
| Primera División de Nicaragua  | Diriangén Fútbol Club | Nicaragua  | 2024 |
| Primera División de Nicaragua  | Diriangén Fútbol Club | Nicaragua  | 2024 |
| Copa Primera                   | Diriangén Fútbol Club | Nicaragua  | 2025 |